# Flor, Söderhamns kommun
Flor är en av SCB avgränsad småort i Mo distrikt (Mo socken) i Söderhamns kommun, Gävleborgs län (Hälsingland). Bebyggelsen som räknas till småorten omfattar Västra Flor, Östra Flor, Florsberg och Sundbäck. Orten är känt för Flors Linnemanufaktori, ett linneväveri verksamt 1729–1859.